# Piera Vidale
Piera Vidale (Milano, 6 giugno 1944 – Roma, 28 novembre 2018) è stata un'attrice e doppiatrice italiana.
Attrice teatrale e televisiva con una carriera anche nel doppiaggio, ebbe una relazione con Franco Latini, da cui nacque Fabrizio Vidale.

## Filmografia

### Cinema
- La leggenda di Genoveffa, regia di Arthur Maria Rabenalt (1952)
- I criminali della metropoli, regia di Gino Mangini (1967)
- La ragazzina, regia di Mario Imperoli (1974)

### Televisione
- I grandi camaleonti, regia di Edmo Fenoglio – miniserie TV (1964)
- Le avventure di Laura Storm – serie TV, terza puntata (1965)
- La sera del sabato, regia di Anton Giulio Majano – film TV (1966)
- Caravaggio, regia di Silverio Blasi – miniserie TV (1967)
- Giocando a golf una mattina, regia di Daniele D'Anza – miniserie TV (1969)
- I demoni, regia di Sandro Bolchi – miniserie TV (1972)
- Qui squadra mobile – serie TV, sesta puntata (1973)
- Il commissario De Vincenzi, regia di Mario Ferrero – miniserie TV (1974)
- Sì vendetta, regia di Mario Ferrero – miniserie TV (1974)
- Anna Karenina, regia di Sandro Bolchi – miniserie TV (1974)
- Dov'è Anna?, regia di Piero Schivazappa – miniserie TV (1976)
- Il garofano rosso, regia di Piero Schivazappa – miniserie TV (1976)
- La villa – miniserie TV (1977)

#### Prosa televisiva Rai
- Ifigenia in Aulide di Euripide, regia di Giacomo Colli (1962)
- Le fenicie di Euripide, regia di Franco Enriquez, trasmessa il 12 agosto 1963.
- Donna Rosita nubile di Federico Garcia Lorca, regia di Mario Ferrero, trasmessa il 15 ottobre 1965.
- Antonio e Cleopatra di William Shakespeare, regia di Vittorio Cottafavi, trasmessa il 12 marzo 1965.
- La sera del sabato di Guglielmo Giannini, regia di Anton Giulio Majano, trasmessa il 1º luglio 1966.
- Il Mistero della Natività - Laudi drammatiche dei secoli XIII e XIV di Silvio D'Amico, regia di Orazio Costa Giovangigli, trasmessa il 7 aprile 1966.
- Knock o Il trionfo della medicina di Jules Romains, regia di Vittorio Cottafavi, trasmessa il 13 gennaio 1967.
- Nascita di Salomé di Cesare Meano, regia di Guglielmo Morandi, trasmessa il 7 novembre 1967.
- Liliom di Ferenc Molnár, regia di Eros Macchi, trasmessa il 6 gennaio 1968.
- L'ereditiera di Ruth e Augustus Goetz, regia di Edmo Fenoglio, trasmessa il 5 febbraio 1971.
- La famiglia Barrett di Rudolf Besier, regia di Fulvio Tolusso, trasmessa il 18 maggio 1973.

## Doppiaggio

### Cinema
- Penny Marshall in Hocus Pocus
- Linda Carlson in A Beverly Hills... signori si diventa
- Judith Ivey ne La signora in rosso
- Helena Carroll in The Dead - Gente di Dublino
- Haruo Tanaka in Vivere
- Sonja Smits in Videodrome

### Film d'animazione
- Fujiko Mine in Lupin III - La pietra della saggezza (primo doppiaggio)
- Jane Jetson ne I pronipoti incontrano gli antenati

### Televisione
- Tina Gayle in CHiPs
- Lesley Ann Warren in Missione impossibile
- Judy Farrell in Saranno famosi (st. 2)
- Cindy Williams in Laverne & Shirley
- Elisabeth Sladen in Doctor Who
- Pamela Roylance ne La casa nella prateria
- Beatriz Castro (2ª voce) in Mariana, il diritto di nascere
- Silvia Montanari in Fra l'amore e il potere
- Nhá Barbina in Tris di cuori
- María Cristina Lozada in Disperatamente tua
- Dilia Waikaran in Luisana mia
- Clotilde Borella in Signore e padrone
- Aurora Molina in Catene d'amore

### Serie animate
- Fujiko Mine ne Le avventure di Lupin III (1° doppiaggio) e Le nuove avventure di Lupin III
- Mysha, Masa, Joy e la signora Tigre neMysha
- Chopiku, Kathrine e Michiru in Dotakon
- Jane Jetson ne I pronipoti
- Penelope Pitstop ne Le avventure di Penelope Pitstop
- Goldie Gold in Goldie Gold e Action Jack
- Shirley Feeney in Laverne & Shirley in the Army
- Jenny Nolan in Jenny la tennista (primo doppiaggio)
- Alice Mitsuko in Occhi di gatto
- Madre di Sally in Sally la maga
- Marie in Charlotte (primo doppiaggio)
- Jana in Space Stars
- Staffy in Gakeen - Magnetico robot
- Madre di Makiko in Super Robot 28
- Shanet (2ª voce) ne L'uccellino azzurro

### Videogiochi
- Fujiko Mine ne Le avventure di Lupin III: Il tesoro del Re Stregone e Le avventure di Lupin III: Lupin la morte, Zenigata l'amore